# Bertha Díaz
Bertha Díaz, także Berta Díaz, wł. Julia Bertha Díaz Hernández (ur. 1 października 1936 w Lawton, dzielnicy Hawany, zm. 20 listopada 2019 w Miami) – kubańska lekkoatletka, sprinterka, płotkarka i specjalistka skoku w dal, medalistka igrzysk panamerykańskich, dwukrotna olimpijka.

## Kariera sportowa
Zdobyła brązowe medale w biegu na 100 metrów i sztafecie 4 × 100 metrów na igrzyskach Ameryki Środkowej i Karaibów w 1954 w Meksyku. Na igrzyskach panamerykańskich w 1955 w Meksyku zwyciężyła w biegu na 60 metrów (wyprzedzając Amerykanki Isabelle Daniels i Mabel Landry) i zdobyła srebrny medal w biegu na 80 metrów przez płotki (za Elianą Gaete z Chile, a przed Wandą dos Santos z Brazylii).
Wystąpiła na igrzyskach olimpijskich w 1956 w Melbourne, stając się tym samym pierwszą olimpijką z Kuby. Odpadła w półfinale biegu na 80 metrów przez płotki. Była również zgłoszona do biegu na 100 metrów, ale w nim nie wystartowała. Zwyciężyła w biegu na 80 metrów przez płotki, przed Wandą dos Santos i Marian Munroe z Kanady na igrzyskach panamerykańskich w 1959 w Chicago. W biegu na 60 metrów odpadła w eliminacjach. Na igrzyskach olimpijskich w 1960 w Rzymie odpadła w eliminacjach biegu na 80 metrów przez płotki.
Zwyciężyła w biegu na 80 metrów przez płotki i w skoku w dal oraz zdobyła srebrny medal w sztafecie 4 × 100 metrów na igrzyskach Ameryki Środkowej i Karaibów w 1962 w Kingston.
Nie mogła wziąć udziału w igrzyskach Ameryki Środkowej i Karaibów w 1966 w San Juan, ponieważ funkcjonariusze władz kubańskich nie pozwolili jej zejść na ląd. Od 1968 mieszkała w Stanach Zjednoczonych i nigdy nie odwiedziła Kuby.
Była wielokrotną rekordzistką Kuby: w biegu na 100 metrów do czasu 11,9 s (2 czerwca 1956 w Hawanie), w biegu na 200 metrów z czasem 24,6 s (14 czerwca 1958 w Hawanie), w biegu na 400 metrów z czasem 1:00,8 (8 kwietnia 1962 w Hawanie), w biegu na 80 metrów przez płotki do czasu 10,7 s (17 marca 1963 w Hawanie), w sztafecie 4 × 100 metrów do czasu 47,3 s (25 sierpnia 1962 w Kingston) i w skoku w dal z wynikiem 5,50 m (18 sierpnia 1962 w Kingston). Jej rekord życiowy w biegu na 100 metrów wynosił 11,6 s (14 kwietnia 1964 w Hawanie), a w biegu na 80 metrów przez płotki 10,7 s.